# Eerste klasse 1975-76 (voetbal België)
Het seizoen 1975/76 van de Belgische Eerste Klasse ging van start in de zomer van 1975 en eindigde in de lente van 1976. De competitie telde met 19 clubs één club minder dan vorig seizoen. Club Brugge werd landskampioen, drie jaar na zijn vorige titel. Het was de derde landstitel in de geschiedenis van de club.

## Gepromoveerde teams
Deze teams waren gepromoveerd uit de Tweede Klasse voor de start van het seizoen:
- KRC Mechelen (kampioen in Tweede)
- RAA Louviéroise (eindrondewinnaar)

## Degraderende teams
Deze teams degradeerden naar Tweede Klasse op het eind van het seizoen:
- Berchem Sport
- KRC Mechelen
- RAA Louviéroise, omwille van competitiefraude

Doordat er drie clubs verdwenen, zou er vanaf volgend seizoen een club minder zijn in de Eerste Klasse.

## Titelstrijd
Club Brugge werd landskampioen met vier punten voorsprong op RSC Anderlecht. Uittredend landskampioen RWDM eindigde als derde op vijf punten.

## Europese strijd
Club Brugge was als landskampioen geplaatst voor de Europacup voor Landskampioenen van het volgend seizoen. RSC Anderlecht had dit jaar de Beker van België gewonnen, waarvoor de winnaar zich plaatste voor de Europese Beker voor Bekerwinnaars. Anderlecht had echter ook dit seizoen 1975/76 al aan dit Europees toernooi deelgenomen, en er de Europese Beker gewonnen. Anderlecht was zo als titelverdediger al rechtstreeks geplaatst. De verliezende finalist van de Belgische Beker, Lierse SV, mocht zo eveneens aan Europacup voor Bekerwinnaars deelnemen. RWDM en KSC Lokeren plaatsten zich voor de UEFA Cup.

## Degradatiestrijd
Berchem Sport en KRC Mechelen eindigden afgetekend op de twee laatste plaatsen en degradeerden. Bovendien moest ook RAA Louviéroise zakken. De ploeg was niet op een degradatieplaats geëindigd, maar moest degraderen omwille van competitiefraude.

## Eindstand
|         |    |                               | P  | W  | G  | V  | +  | -  | DS  | Ptn |
| ------- | -- | ----------------------------- | -- | -- | -- | -- | -- | -- | --- | --- |
| K       | 1  | Club Brugge KV                | 36 | 22 | 8  | 6  | 81 | 38 | 43  | 52  |
| (beker) | 2  | RSC Anderlecht                | 36 | 19 | 10 | 7  | 65 | 36 | 29  | 48  |
| (UEFA)  | 3  | Racing White Daring Molenbeek | 36 | 18 | 11 | 7  | 60 | 30 | 30  | 47  |
| (UEFA)  | 4  | KSC Lokeren                   | 36 | 19 | 7  | 10 | 58 | 33 | 25  | 45  |
|         | 5  | KSV Waregem                   | 36 | 16 | 12 | 8  | 61 | 39 | 22  | 44  |
|         | 6  | SK Beveren-Waas               | 36 | 15 | 14 | 7  | 41 | 24 | 17  | 44  |
|         | 7  | K. Beerschot VAV              | 36 | 16 | 9  | 11 | 59 | 54 | 5   | 41  |
|         | 8  | R. Standard de Liège          | 36 | 15 | 9  | 12 | 53 | 46 | 7   | 39  |
| (beker) | 9  | K. Lierse SV                  | 36 | 14 | 11 | 11 | 59 | 44 | 15  | 39  |
|         | 10 | RFC Liégeois                  | 36 | 12 | 11 | 13 | 59 | 62 | -3  | 35  |
|         | 11 | R. Antwerp FC                 | 36 | 10 | 14 | 12 | 40 | 55 | -15 | 34  |
|         | 12 | AS Oostende KM                | 36 | 10 | 11 | 15 | 42 | 61 | -19 | 31  |
|         | 13 | KSV Cercle Brugge             | 36 | 9  | 13 | 14 | 41 | 52 | -11 | 31  |
| D       | 14 | RAA Louviéroise               | 36 | 7  | 16 | 13 | 42 | 59 | -17 | 30  |
|         | 15 | KV Mechelen                   | 36 | 9  | 11 | 16 | 45 | 62 | -17 | 29  |
|         | 16 | R. Charleroi SC               | 36 | 9  | 9  | 18 | 47 | 62 | -15 | 27  |
|         | 17 | K. Beringen FC                | 36 | 7  | 13 | 16 | 27 | 50 | -23 | 27  |
| D       | 18 | K. Berchem Sport              | 36 | 5  | 11 | 20 | 22 | 57 | -35 | 21  |
| D       | 19 | KRC Mechelen                  | 36 | 6  | 8  | 22 | 27 | 65 | -38 | 20  |

P: wedstrijden gespeeld, W: wedstrijden gewonnen, G: gelijke spelen, V: wedstrijden verloren, +: gescoorde doelpunten, -: doelpunten tegen, DS: doelsaldo, Ptn: totaal punten
K: kampioen, D: degradeert, (beker): bekerwinnaar, (UEFA): geplaatst voor UEFA-beker

## Topscorers
De Nederlander Hans Posthumus van Lierse SV werd topschutter met 26 doelpunten.
1895/96 · 1896/97 · 1897/98 · 1898/99 · 1899/00 · 1900/01 · 1901/02 · 1902/03 · 1903/04 · 1904/05 · 1905/06 · 1906/07 · 1907/08 · 1908/09 · 1909/10 · 1910/11 · 1911/12 · 1912/13 · 1913/14 · 1914/15 · 1915/16 · 1916/17 · 1917/18 · 1918/19 · 
1919/20 · 1920/21 · 1921/22 · 1922/23 · 1923/24 · 1924/25 · 1925/26 · 1926/27 · 1927/28 · 1928/29 · 1929/30 · 1930/31 · 1931/32 · 1932/33 · 1933/34 · 1934/35 · 1935/36 · 1936/37 · 1937/38 · 1938/39 · 1939/40 · 1940/41 · 1941/42 · 1942/43 · 1943/44 · 1944/45 · 1945/46 · 1946/47 · 1947/48 · 1948/49 · 1949/50 · 1950/51 · 1951/52 · 1952/53 · 1953/54 · 1954/55 · 1955/56 · 1956/57 · 1957/58 · 1958/59 · 1959/60 · 1960/61 · 1961/62 · 1962/63 · 1963/64 · 1964/65 · 1965/66 · 1966/67 · 1967/68 · 1968/69 · 1969/70 · 1970/71 · 1971/72 · 1972/73 · 1973/74 · 1974/75 · 1975/76 · 1976/77 · 1977/78 · 1978/79 · 1979/80 · 1980/81 · 1981/82 · 1982/83 · 1983/84 · 1984/85 · 1985/86 · 1986/87 · 1987/88 · 1988/89 · 1989/90 · 1990/91 · 1991/92 · 1992/93 · 1993/94 · 1994/95 · 1995/96 · 1996/97 · 1997/98 · 1998/99 · 1999/00 · 2000/01 · 2001/02 · 2002/03 · 2003/04 · 2004/05 · 2005/06 · 2006/07 · 2007/08 · 2008/09 · 2009/10 · 2010/11 · 2011/12 · 2012/13 · 2013/14 · 2014/15 · 2015/16 · 2016/17 · 2017/18 · 2018/19 · 2019/20 · 2020/21· 2021/22 · 2022/23 · 2023/24 · 2024/25